# Eunicea hicksoni
Eunicea hicksoni is een zachte koraalsoort uit de familie Plexauridae. De koraalsoort komt uit het geslacht Eunicea. Eunicea hicksoni werd in 1935 voor het eerst wetenschappelijk beschreven door Stiasny. 